# Wkupne
Wkupne – w feudalizmie, po wpłaceniu feudalnemu właścicielowi uzgodnionej gotówki czyli wkupnego, ziemia uprawiana przez chłopa stawała się dziedziczną chłopską własnością podległą. Wkupne uiszczano na podstawie pisemnego dokumentu przypominającego umowę kupna-sprzedaży. O tym, że dokument miał inny charakter świadczyły końcowe zapisy, w których chłop oddawał się pod opiekę pana. Prawo nie pozwalało by chłop mógł posiadać ziemię na własność.  Wkupnym  byli zainteresowani głównie chłopi będący użytkownikami ziemi na prawie lassyckim. Po uiszczeniu wkupnego chłop (i jego następcy) stawali się stałymi użytkownikami ziemi i nie można ich było przenosić bez odszkodowania z miejsca na miejsce, zaś figurując w katastrze ziemskim, nabyta ziemia nie mogła trafić w ręce feudała.

## Zamiana prawa lassyckiego na własność podległą
Fryderyk II Wielki zabezpieczając swoje wpływy podatkowe i interesy armii starał się zapobiegać włączaniu chłopskich gospodarstw do ziemi pańskiej dlatego też popierał te reformy które, chroniły własność chłopską. Nie pozwalał na rugi ani na zadłużenie przekraczające ponad połowę wartości gospodarstwa. Nadawanie chłopskiej ziemi statusu zależnej własności dziedzicznej było popierane w całej rozciągłości (działania te nazywano friderizianischer Bauernschutz). Edykt z 14 lipca 1749 roku zalecał zamianę lassyckiego posiadania ziemi na dziedziczną własność podległą jako bardziej trwałą postać własności. Realizacji zamysłów króla pilnował od 1755 roku minister śląski W.E. Schlabrendorff. 25 marca 1756 r. zwrócił się do kamery wrocławskiej i głogowskiej z prośbą o ocenę pomysłu sprzedaży ziemi chłopom. W kwietniu podobne zapytania rozesłał do wszystkich landratów. Z ankiet wynikało, że wielcy właściciele nie mają nic przeciwko, ale sprzedaży przeciwni byli sami lassyci. Obawiali się przeciążenia robociznami oraz utraty wsparcia ze strony właściciela folwarku. Według zamysłu ministra, w nowej sytuacji chłop tracił prawo do załogi oraz prawo do wykonywanych na koszt feudała remontów (także wznoszenia nowych) budynków gospodarczych. Schlabrendorff nakazał swoim landratom aby wpłynęli na strony - panowie mieli obniżyć ceny wkupnego i zmniejszyć pańszczyzny, natomiast chłopi mieli zrezygnować ze zwyczajowego wsparcia ze strony wielkiego właściciela ziemskiego. 

## Postawa chłopów i feudałów wobec wkupnego
Pierwsze "zakupy" nastąpiły w 1756 roku, ale sama realizacja projektu przebiegała opornie. Schlabrendorff, dla dalszej zachęty, nakazał aby przed sprzedażą właściciele doprowadzili sprzedawane posiadłości do dobrego stanu, to znaczy uzupełnili inwentarz oraz naprawili lub zbudowali nowe budynki gospodarcze. Działania Schlabrendorffa częściowo wsparł edykt królewski z 5 lipca 1764 nakazujący restytucję wszystkich gospodarstw chłopskich zlikwidowanych po roku 1723 jednak pomysł obniżenia należności za zakupywane ziemie oraz wymiaru pańszczyzny nie został zaakceptowany. Chłopi nie mieli pieniędzy, natomiast sekretarz wrocławskiej kamery wyjaśnił, że przyczyną sceptycznej postawy chłopów była niewiara poddanych w sprawiedliwość i uczciwe zamiary panów. Obawiano się, że warunki wkupnego nie będą dotrzymane a chłopi prędzej czy później podstępem lub siłą zostaną zmuszeni do opuszczenia ziemi. Schlabrendorff w cyrkularzu z 8 czerwca 1764 roku notował, że panowie chcą tak regulować, aby chłop na wykupionym gospodarstwie nie mógł się utrzymać. Minister, podtrzymując swoje zamiary, odciął pomoc losową oraz odszkodowania powojenne (wojny śląskie nadszarpnęły majątki posiadaczy) panom niestosującym się do zaleceń, równocześnie im nakazał płacenie wsparcia chłopom z własnych zasobów. Landraci mieli ustalić winnych opóźnień, w przypadku panów nakładać kary pieniężne, natomiast w przypadku stwierdzenia winy chłopów nakazano ich zmuszać do akceptacji warunków. Panowie w swych sprawozdaniach uciekali się do oszustw i nie wykazali około 1200 lassyckich gospodarstw kmiecych oraz 4450 gospodarstw zagrodniczych. Wręczane dokumenty (Kaufbriefe) były przez chłopów ignorowane i nie odnosiły żadnego skutku. Po pewnym czasie chłopi sami je oddawali w ręce pana. Produkcją takich dokumentów, na odczepnego, często zajmował się właściciel we własnym zakresie (jego prawnik), nawet nie powiadamiając chłopa. W 1771 roku nowy landrat w powiecie kozielskim, po stwierdzeniu stanu faktycznego, kazał drugi raz wykupić już raz za poprzedniego landrata fałszywie kupione gospodarstwa. Zagadnieniem likwidacji lassyckiego posiadania następnie zajmował się Hoym i też bez skutku. Chłopi nie mieli pieniędzy i nie chcieli ryzykować długów, zaś feudałowie nie chcieli ponosić kosztów i tracić swoich praw. Mimo różnych przesłanek, obie warstwy w tej sprawie działały solidarnie. W 1798 roku wielkim trudem przeprowadzono nowe badania statystyczne. W powiecie kozielskim wykazały one, że gospodarstw lassyckich jest 644 wobec 827 z roku 1764. Kolejne badania, przeprowadzone przez Orzechowskiego na podstawie zachowanych dokumentów, wykazały, że w roku 1811 gospodarstw lassyckich było jeszcze 1184. Kwestię wkupnego wkrótce zakończyły reformy rolne Steina i Hardenberga oraz wprowadzenie wolnego obrotu ziemią.